# Strzelectwo na Olimpiadzie Letniej 1906 – rewolwer wojskowy, 20 m
Strzelanie z rewolweru wojskowego z 20 m było jedną z konkurencji strzeleckich rozgrywanych podczas Olimpiady Letniej 1906 w Atenach. Zawody odbyły się 24 kwietnia na strzelnicy w Kallithei, miejscowości położonej niedaleko Aten.
Startowało 31 strzelców z dziewięciu krajów. Zawodnicy mogli oddać 30 strzałów, za każdy z nich można było zdobyć 10 punktów. Maksymalna liczba punktów do zdobycia – 300.

## Wyniki
| Miejsce | Zawodnik                    | Trafienia w tarczę | Wynik |
| ------- | --------------------------- | ------------------ | ----- |
| 1       | Louis Richardet             | 30                 | 253   |
| 2       | Aleksandros Teofilakis      | 30                 | 250   |
| 3       | Jeorjos Skotadis            | 30                 | 240   |
| 4       | Konrad Stäheli              | 29                 | 240   |
| 5       | Léon Moreaux                | 30                 | 239   |
| 6       | Ludwig Ternajgo             | 30                 | 235   |
| 7       | Mattias Triandafilidis      | 30                 | 235   |
| 8       | Anastasios Metaksas         | 30                 | 233   |
| 9       | Cesare Liverziani           | 30                 | 231   |
| 10      | Jeorjos Orfanidis           | 30                 | 231   |
| 11      | Jean Fouconnier             | 30                 | 226   |
| 12      | Raoul de Boigne             | 30                 | 225   |
| 13      | Joanis Papapanajotu         | 30                 | 224   |
| 14      | Aristidis Kronis            | 30                 | 222   |
| 15      | Hermann Martin              | 30                 | 222   |
| 16      | Sidney Merlin               | 30                 | 222   |
| 17      | Maurice Lecoq               | 30                 | 218   |
| 18      | Jean Reich                  | 30                 | 217   |
| 19      | Sándor Török de Szendrő     | 30                 | 217   |
| 20      | Heinrich Hintermann         | 30                 | 214   |
| 21      | Hübner von Holst            | 30                 | 210   |
| 22      | Aristidis Rangawis          | 30                 | 209   |
| 23      | Frangiskos Mawromatis       | 30                 | 205   |
| 24      | Maurice Faure               | 30                 | 205   |
| 25      | Vilhelm Carlberg            | 30                 | 204   |
| 26      | Jeorjos Zisimos             | 29                 | 203   |
| 27      | Eric Carlberg               | 30                 | 203   |
| 28      | Gerald Merlin               | 29                 | 191   |
| 29      | Ole Tobias Olsen            | 30                 | 187   |
| 30      | Marcel Meyer de Stadelhofen | 30                 | 174   |
| 31      | Albert Helgerud             | 26                 | 129   |